# Labergement-lès-Seurre
Pour les articles homonymes, voir L'Abergement (homonymie).
Labergement-lès-Seurre est une commune française située dans le canton de Brazey-en-Plaine du département de la Côte-d'Or, en région Bourgogne-Franche-Comté.

## Géographie

### Climat
Pour des articles plus généraux, voir Climat de la Bourgogne-Franche-Comté et Climat de la Côte-d'Or.
En 2010, le climat de la commune est de type climat océanique dégradé des plaines du Centre et du Nord, selon une étude du Centre national de la recherche scientifique s'appuyant sur une série de données couvrant la période 1971-2000. En 2020, Météo-France publie une typologie des climats de la France métropolitaine dans laquelle la commune est dans une zone de transition entre le climat océanique altéré et le climat océanique altéré et est dans la région climatique  Bourgogne, vallée de la Saône, caractérisée par un bon ensoleillement (1 900 h/an), un été chaud (18,5 °C), un air sec au printemps et en été et des vents faibles. 
Pour la période 1971-2000, la température annuelle moyenne est de 11 °C, avec une amplitude thermique annuelle de 17,6 °C. Le cumul annuel moyen de précipitations est de 830 mm, avec 11,4 jours de précipitations en janvier et 7,4 jours en juillet. Pour la période 1991-2020, la température moyenne annuelle observée sur la station météorologique de Météo-France la plus proche, « Pagny-le-chateau », sur la commune de Chamblanc à 5 km à vol d'oiseau, est de 11,7 °C et le cumul annuel moyen de précipitations est de 802,0 mm,. Pour l'avenir, les paramètres climatiques de la commune estimés pour 2050 selon différents scénarios d'émission de gaz à effet de serre sont consultables sur un site dédié publié par Météo-France en novembre 2022.

## Urbanisme

### Typologie
Au 1er janvier 2024, Labergement-lès-Seurre est catégorisée commune rurale à habitat dispersé, selon la nouvelle grille communale de densité à 7 niveaux définie par l'Insee en 2022.
Elle est située hors unité urbaine. Par ailleurs la commune fait partie de l'aire d'attraction de Beaune, dont elle est une commune de la couronne,. Cette aire, qui regroupe 64 communes, est catégorisée dans les aires de 50 000 à moins de 200 000 habitants,.

### Occupation des sols
L'occupation des sols de la commune, telle qu'elle ressort de la base de données européenne d’occupation biophysique des sols Corine Land Cover (CLC), est marquée par l'importance des territoires agricoles (66,1 % en 2018), en diminution par rapport à 1990 (68,8 %). La répartition détaillée en 2018 est la suivante : terres arables (50,4 %), forêts (25,7 %), prairies (11,6 %), zones urbanisées (4,8 %), zones agricoles hétérogènes (4,1 %), eaux continentales (3 %), mines, décharges et chantiers (0,3 %), espaces verts artificialisés, non agricoles (0,1 %). L'évolution de l’occupation des sols de la commune et de ses infrastructures peut être observée sur les différentes représentations cartographiques du territoire : la carte de Cassini (XVIIIe siècle), la carte d'état-major (1820-1866) et les cartes ou photos aériennes de l'IGN pour la période actuelle (1950 à aujourd'hui).

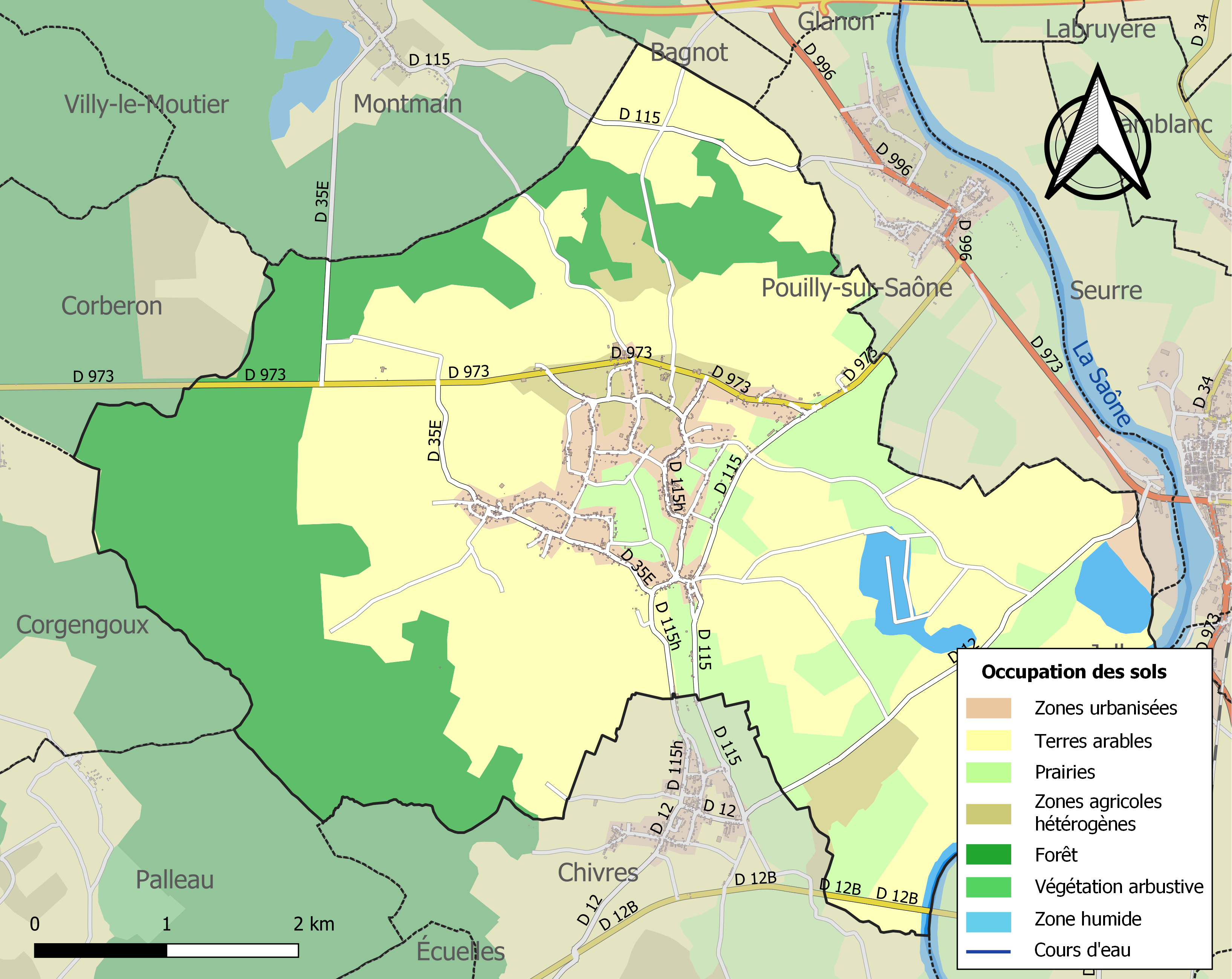
Carte des infrastructures et de l'occupation des sols de la commune en 2018 (CLC).

## Politique et administration
| Période                                  | Période  | Identité           | Étiquette | Qualité              |
| ---------------------------------------- | -------- | ------------------ | --------- | -------------------- |
| (avant 1995)                             | 2014     | René Fleury        |           |                      |
| 2014                                     | 2020     | Jean-Pierre Fleury |           | Agriculteur retraité |
| mai 2020                                 | En cours | Joëlle Dufour      |           |                      |
| Les données manquantes sont à compléter. |          |                    |           |                      |

## Démographie
L'évolution du nombre d'habitants est connue à travers les recensements de la population effectués dans la commune depuis 1793. Pour les communes de moins de 10 000 habitants, une enquête de recensement portant sur toute la population est réalisée tous les cinq ans, les populations de référence des années intermédiaires étant quant à elles estimées par interpolation ou extrapolation. Pour la commune, le premier recensement exhaustif entrant dans le cadre du nouveau dispositif a été réalisé en 2006.

En 2022, la commune comptait 1 012 habitants, en évolution de +1,3 % par rapport à 2016 (Côte-d'Or : +0,82 %, France hors Mayotte : +2,11 %).
| 1793 | 1800  | 1806  | 1821 | 1831  | 1836  | 1841  | 1846  | 1851  |
| ---- | ----- | ----- | ---- | ----- | ----- | ----- | ----- | ----- |
| 969  | 1 002 | 1 115 | 963  | 1 104 | 1 168 | 1 223 | 1 167 | 1 208 |

| 1856  | 1861  | 1866  | 1872  | 1876  | 1881  | 1886  | 1891  | 1896  |
| ----- | ----- | ----- | ----- | ----- | ----- | ----- | ----- | ----- |
| 1 301 | 1 359 | 1 418 | 1 391 | 1 363 | 1 329 | 1 300 | 1 183 | 1 225 |

| 1901  | 1906  | 1911  | 1921 | 1926 | 1931 | 1936 | 1946 | 1954 |
| ----- | ----- | ----- | ---- | ---- | ---- | ---- | ---- | ---- |
| 1 167 | 1 112 | 1 070 | 853  | 844  | 821  | 820  | 918  | 863  |

| 1962 | 1968 | 1975 | 1982 | 1990 | 1999 | 2006 | 2011 | 2016 |
| ---- | ---- | ---- | ---- | ---- | ---- | ---- | ---- | ---- |
| 792  | 718  | 663  | 723  | 785  | 795  | 896  | 990  | 999  |

| 2021  | 2022  | - | - | - | - | - | - | - |
| ----- | ----- | - | - | - | - | - | - | - |
| 1 007 | 1 012 | - | - | - | - | - | - | - |

## Culture locale et patrimoine

### Lieux et monuments
- Église de l'Assomption de Labergement-lès-Seurre.

### Personnalités liées à la commune
- Bernard Serrigny (1870-1954), général, né à Labergement-lès-Seurre.

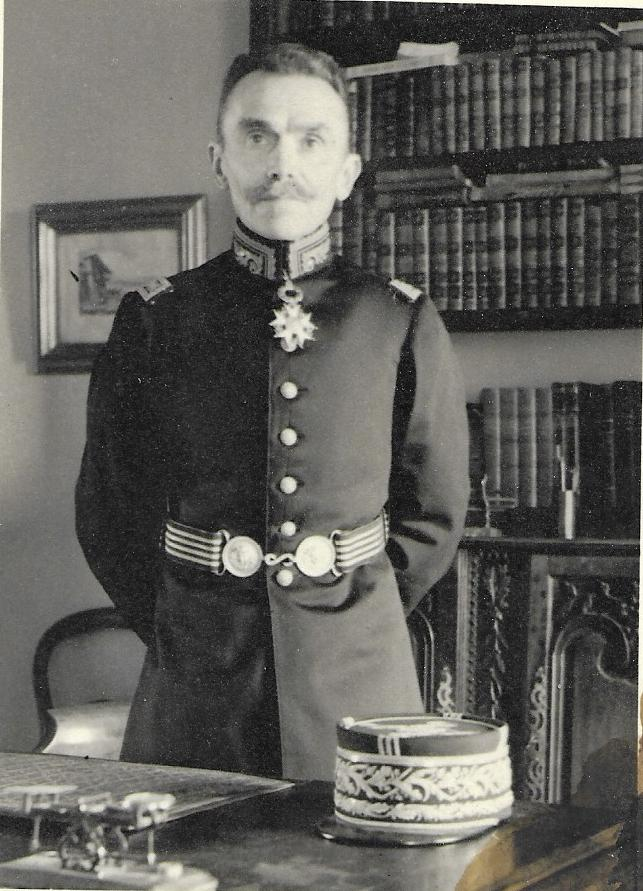
Le Controleur général des Armées Charles Henry.

- Charles Henry[16] (1874-1951), contrôleur général des armées (1re classe), doyen du corps de contrôle des armées en 1938, GO de la Légion d'Honneur. Versé en 2e section, il a été ré-activé en 1941 et envoyé en Syrie dans le cadre de la tragique campagne de Syrie opposant les troupes Vichystes aux britanniques et aux forces françaises libres(juin-juillet 1941). Il a vécu ses dernières années à Labergement-les-Seurre dans le domaine viticole qui venait de son épouse Marguerite Petitjean, née à Seurre (1878-1960), tous deux ont été enterrés au cimetière de l'église, ainsi que quatre de leurs enfants: Marc(1900) inspecteur général de la sécurité sociale,son épouse Françoise de Kersaint-Gilly, leur fils Benoit; Jacques(1902) industriel; Simone(1904) médecin; Pierre(1906) ingénieur civil des Ponts et Chaussées, l'aîné le père Roger Henry est enterré à Villecroze(Var).

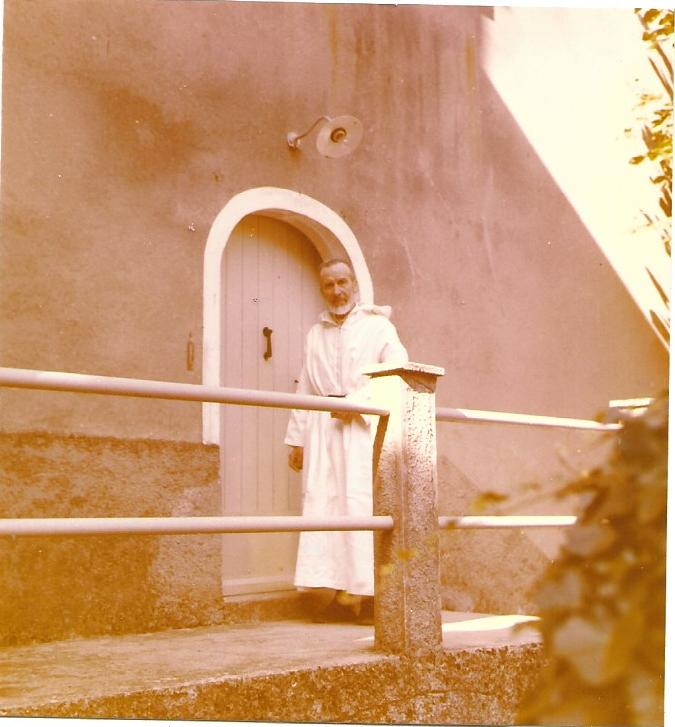
Le père Roger Henry à la communauté religieuse de Villecroze (Var).

- Père Roger Henry (Colonel)[17] (1898-1978), né à Seurre, engagé volontaire en 1916, sergent au chemin des Dames, gazé en 1918. Redirigé vers St-Cyr à la fin de la guerre, professeur d'arabe et berbère à l'Ecole d'Application de l'Artillerie de Fontainebleau (1926-1931), puis guerre du Rif, campagne d'Italie (bataille du Garigliano (1944)) comme Cdt du 1er GTM (Groupe de Tabors Marocains), campagne de France, d'Allemagne avec la 1re armée(1944-1945 terminée comme Colonel). Commandeur de la Légion d'Honneur. Ordonné prêtre après la guerre il a célébré une de ses premières messes à Labergement-les-Seurre lors des noces d'or de ses parents en 1947 avant de rejoindre la communauté religieuse de Sidi Saad(Tunisie) réfugiée à Villecroze en 1956 après son expulsion au moment de l'indépendance.

- André Laurie (pseudonyme de Paschal Grousset)[18]. Dans son livre,le professeur prussien interroge en détail un des écoliers sur la géographie autour de Seurre (à l'évidence pour les préparer à une nouvelle et traitresse invasion) .Celui-ci montre une très bonne connaissance de Labergement-les-Seurre et des communes avoisinantes, Corberon, Montmain, Chivres , et de la route vers Verdun-sur-le-Doubs (par contre il ignore sa fameuse pochouse de poisson). Le but de l'ouvrage destiné aux petits français est en fait de montrer que Hanovre et Alsace-Lorraine c'est le même combat contre les impérialistes prussiens (représentés par un ignoble lycéen du nom de Max Von Gundell  ennemi du jeune héros hanovrien Walmuth Ziegler).Le rattachement de Hanovre au royaume de Prusse fut forcé en 1866 (en même temps que Francfort, Hesse, Nassau et Schleswig-Holstein) à la suite de la victoire des Prussiens sur les Autrichiens (bataille de Sadowa).